# Олимпийский дворец имени Хуана Антонио Самаранча
Олимпи́йский дворе́ц и́мени Хуа́на Анто́нио Самара́нча (босн. Olimpijska dvorana Juan Antonio Samaranch), ранее известный как Ледовый дворец Зетра (сербохорв. Hala Zetra) — дворец спорта на 12 тысяч зрителей, построенный в Сараеве для проведения соревнований по фигурному катанию и хоккею на XIV зимних Олимпийских играх. Сгорел во время боснийской войны 1992—1995 годов, реконструирован в 1999 году.

## История
После того, как Сараево в 1978 году выиграло право на проведение Олимпиады, проектирование нового ледового дворца было поручено Сараевскому институту архитектуры и урбанизма; проектировщиками выступили профессора Душан Джапа и Лидумил Аликалфич. Строительство началось 1 июля 1981 года, а уже 30 ноября 1982 года дворец был сдан в эксплуатацию. Через две недели здесь стартовал чемпионат мира по фигурному катанию среди юниоров. Это были пробные старты на будущей олимпийской арене.
Объект обошёлся в 968 956 000 югославских динаров.
Во время боснийской войны, около полудня 21 мая 1992 года, ледовый дворец сгорел. При финансовой поддержке Международного Олимпийского комитета в 1999 году был восстановлен и назван в честь Хуана Антонио Самаранча, который и открывал Олимпиаду 1984 года как президент МОК. Ныне в нём проходят концерты.
Наряду со стадионом Кошево, ледовый дворец был главной ареной зимнего Европейского юношеского Олимпийского фестиваля 2019 года.